# Bundesgartenschau 1991

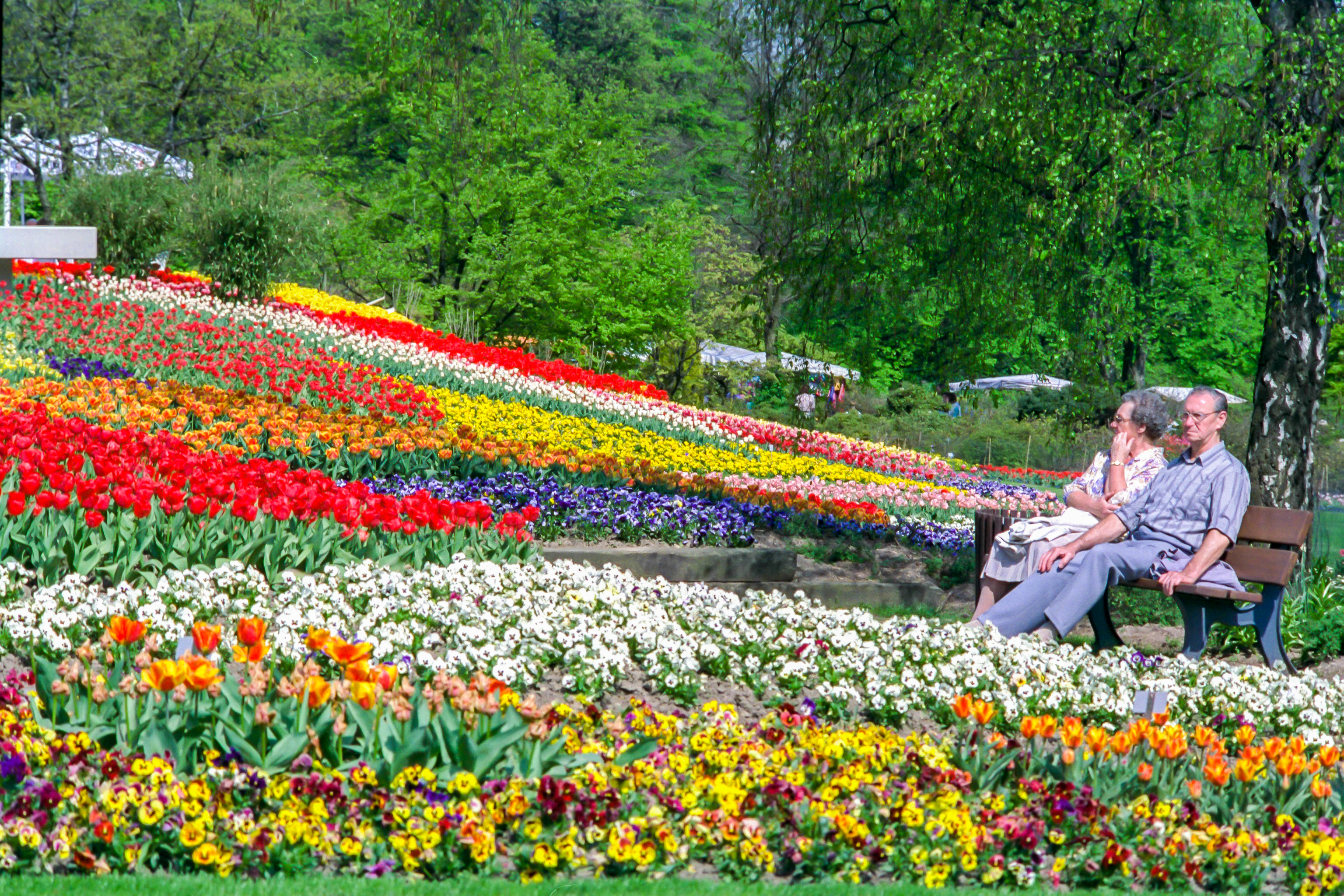

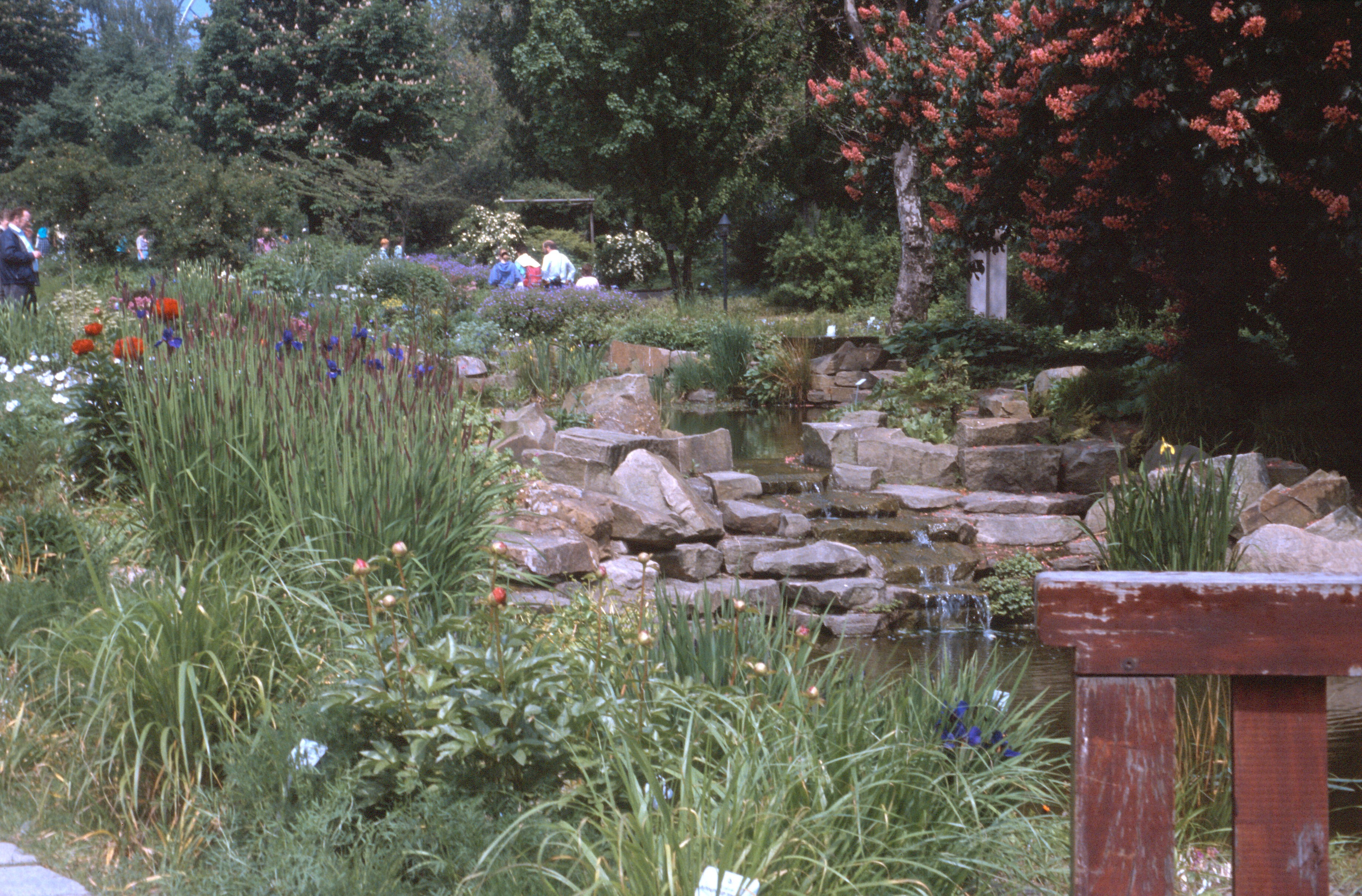

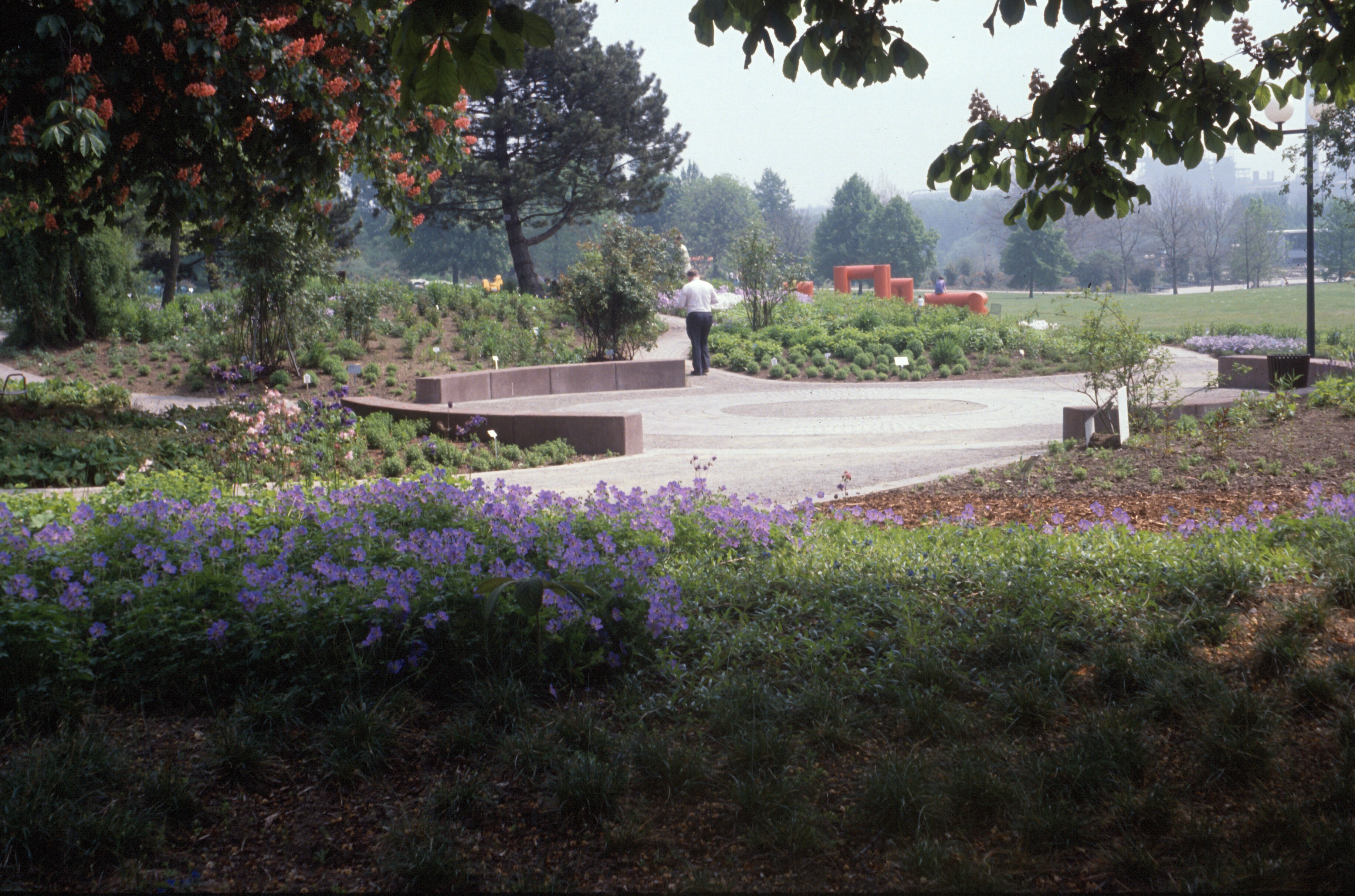

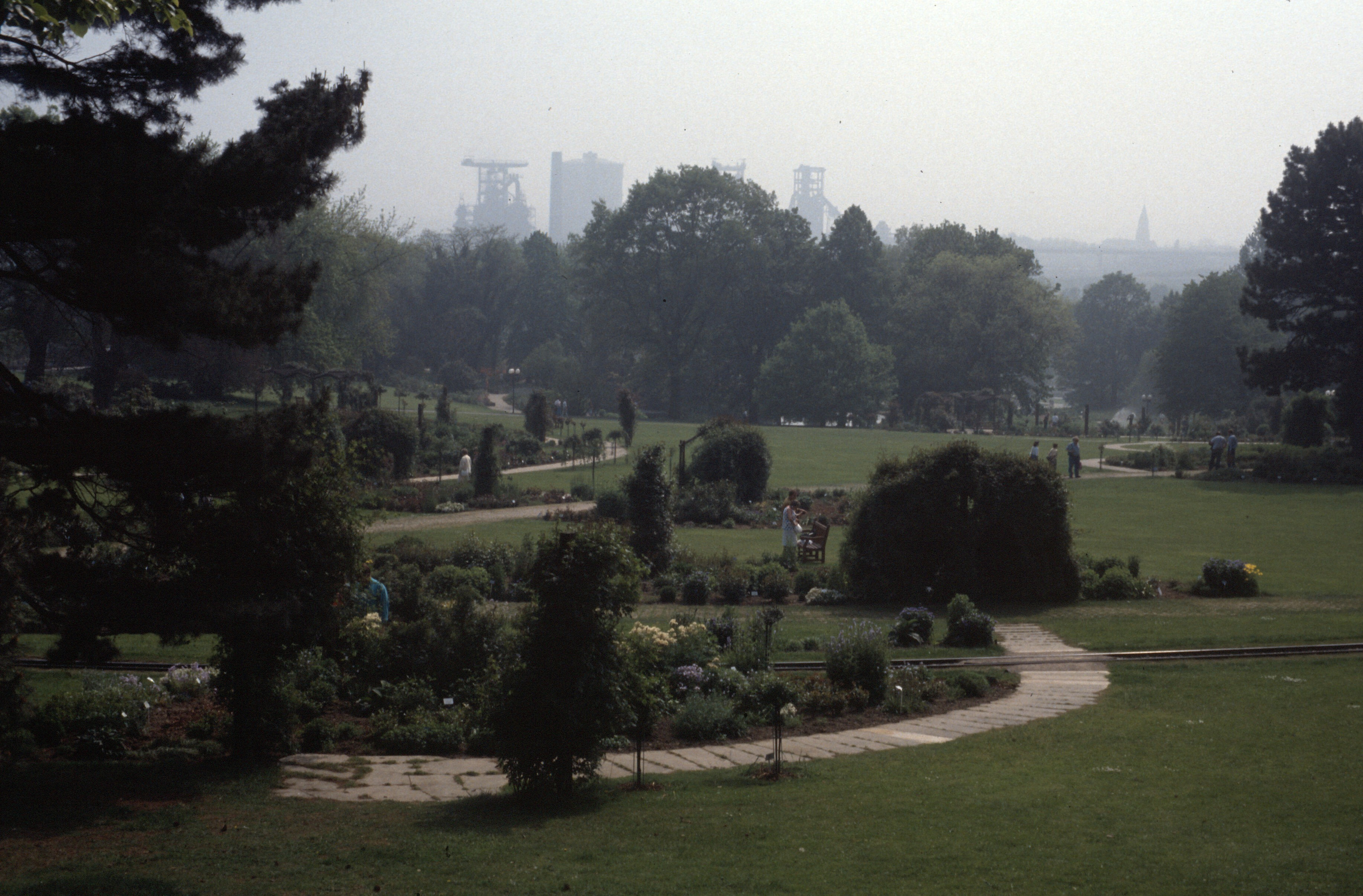

Die Bundesgartenschau 1991 (BUGA 1991) fand vom 26. April bis 20. Oktober 1991 im Westfalenpark in Dortmund statt.

## Geschichte
Nach der Bundesgartenschau 1959 und der Bundesgartenschau 1969 war dies die dritte Bundesgartenschau in Dortmund und der Westfalenpark diente erneut als Veranstaltungsort. Diesmal waren ökologische Themen ein wichtiges Element.

## Gartenschau
Eröffnet wurde die BUGA 1991 durch Bundesumweltminister Klaus Töpfer, der dabei Bundespräsident Richard von Weizsäcker vertrat.
Die Ausstellungsfläche umfasste 70 Hektar. Durch die vorangegangenen Ausstellungen war ein großer Altbestand an Gehölzen vorhanden. An diesem orientierte sich die neue Gestaltung. Wichtiges Element bei der BUGA 1991 war, dass breite Promenaden zu schmaleren Wegen zurückgebaut wurden. Der Wiesenbach erhielt einen neuen Saum aus Wildstauden.
Bereits 1987 wurde der Rosengarten im Kaiserhain neu angelegt. Er ist ein wichtiger Bestandteil des Deutschen Rosariums im Westfalenpark. Weiter wurde ein Heidegarten, ein Bauerngarten und ein Apothekergarten gezeigt. Daneben präsentierten sich zehn Gartenbilder:
- Flügelnuß-Azaleen-Garten
- Ahorn-Farn-Garten
- Hainbuchen-Anemonen-Garten
- Magnolien-Primel-Garten
- Eichen-Astilben-Garten
- Quell- und Rhododendron-Garten
- Blumenhartriegel-Eisenhut-Garten
- Buchen-Glockenblumen-Garten
- Sommerflieder-Eiben-Garten
- Rhododendron-Hosta-Garten

Weiter südlich wurde ein Gartenteil zu den Gedanken von Leberecht Migge, einem Vordenker und Wegweiser des ökologisch orientierten Gartenbaus angelegt, drei Bereiche, die unter den Themen Nutz- und Selbstversorgungsgarten und die Erde nach der Klimakatastrophe standen.
Verschiedene Lehrangebote wurden etabliert, wie das Naturschutzhaus, das Regenbogenhaus, das Deutsche Kochbuchmuseum, und die Volkssternwarte Dortmund. 2,5 % der Parkfläche (17.500 m ²) wurden unter Naturschutz gestellt und werden seit dem durch ehrenamtlich tätige Naturschützer gepflegt.

## Bauten

### Gebäude
Eingangsbereiche und Kioske wurden neu errichtet.
Die Gastronomie am Florianturm wurde aus Anlass der Bundesgartenschau durch die Actien-Brauerei umfassend umgestaltet. Die Parkhalle, schon 1969 zur zweiten Dortmunder Bundesgartenschau errichtet, erhielt ein Restaurant und einen Biergarten der Stifts-Brauerei. Nördlich des Florianturms wurde das Sonnenenergie-Forum präsentiert. Dort zeigten die Vereinigten Elektrizitätswerke Westfalen eine Ausstellung zu erneuerbaren Energien.

### Parkeisenbahn
Die aus den vorangegangenen Bundesgartenschauen vorhandene Parkeisenbahn war auch auf der BUGA 1991 in Betrieb. Sie fährt weiterhin.

## Wissenswert
Im BUGA-Jahr 1991 stellte hier auch Luigi Colani aus.